# Polypea
Polypea is een monotypisch geslacht van kevers uit de familie van de kortschildkevers (Staphylinidae).

## Soort
- Polypea coralli Fauvel, 1878